# غداف
الغُدَاف أو الغِداف أو غُراب القيظ (الاسم العلمي: Corvus frugilegus) هو نوع من الغُرابيات التي تنتشر في أوراسيا حيث يمتد نطاقها من إسكندنافيا وأوربَّة الغربية إلى سيبيريا شرقًا. طائر اجتماعي كبير أسود الريش، يتميز عن سائر الغربان بمنطقة الجلد البيضاء عديمة الريش في وجه الطائر. تُعشش الغدفان جماعيًا في قمم الأشجار العالية، غالبًا قرب المدن أو القُرى وتعرف مُستعمراتها باسم المُغدفات.
الغدفان مُقيمة في مناطقها طول السنة أساسًا، لكن الجمهرات القاطنة في أقصى الشمال قد تُهاجر جنوبًا لتجنب مواسم الشتاء القاسية. تُشكل هذه الطيور أسرابًا في الشتاء والتي تكون مُختلطةً عادةً مع الغربان الأخرى أو الزيغان الزرعية. تعود الطيور المهاجرة في الربيع إلى مُغدفاتها وتبدأ التفريخ. تبحث غربان القيظ عن غذائها في الأراضي الزراعية والمراعي، وتسبُرُ الأرض بمناقيرها القويّة وتقتات على اليرقات واللافقاريات المُتوارية في التُربة أساسًا، لكنها تستهلك الحبوب والمزروعات الأخرى أيضًا. اتهم المزارعون القدماء هذه الطيور بإتلاف محاصيلهم وبذلوا مجهوداتهم لطردها أو قتلها. الغدفان طيور، مثلها مثل الغرابيات الأخرى، ذكيةٌ ذات سماتِ سلوكٍ معقدة وقدرة على حل المشكلات البسيطة.

## التصنيف والتأثيل
يقولُ ابن منظور في لسان العرب: «الغُداف: الغُراب، وَخَصَّ بَعْضُهُمْ بِهِ غُراب الْقَيْظِ الضخْمَ الوافِرَ الْجَنَاحَيْنِ، وَالْجَمْعُ غُدْفانٌ… وشعرٌ غُدَاف: أَسود وَافِرٌ». ويقُولُ زين الدين الرازي في مُختار الصحاح: «الغُدَافُ: غُراب القيظ وأغْدَفَ الصياد الشبكة على الصيد أرخاها وفي الحديث «إن قلب المُؤمن أشد ارتكاضا من الذنب يُصيبه من العُصفور حين يُغدف به»».
أعطى غدافَ اسمه العلميّ عالمُ الطبيعة السويدي كارولوس لينيوس سنة 1758 في كتابه نظام الطبيعة. اسم الجنس Corvus لاتيني ويعني «غُراب»، أما الصفة المحددة frugilegus فلاتينية أيضًا وتعني «جامع الفاكهة».
تُصنّف نُويعتان من الغداف:
- النُوَيعة جامعة الفاكهة (C. f. frugilegus): تُعرف بالغُداف الغربي وتنتشر من غرب أوربَّة إلى جنوب روسيا وأقصى شمال غرب الصين وأُدخلت إلى نيوزيلندا.
- النُوَيعة حفارة الخنادق (C. f. pastinator): تُعرف بالغُداف الشرقي وتنتشر من وسط سيبيريا وشمال منغوليا، ومن شرق روسيا إلى جنوب شرقها، وفي وسط الصين وشمالها الشرقي.

## الوصف
الغُداف طائر كبير نسبيًا إذ يراوح وزن البالغين من 325 إلى 570 غم، وطوله من 44 إلى 46 سم، وباع الجناحين من 81 إلى 94 سم. لون الريش أسود ويُظهر غالبًا لمعانًا أزرقًا أو أرجوانيًا مُزرقًا تحت ضوء الشمس. ريش الرأس والرقبة والكتفين خاصةً كثيفٌ حريريّ. السيقان والأقدام سوداء عمومًا. المنقار مدبب ومُقوس قليلاً ذو لون رمادي مُسوَّد في نهايته، وقاعدته بيضاء. تظهر فتحات الأنف بوضوح بسبب فُقدان الريشات الهُلبة الفغرية على المنقار. العيون بُنيَّة داكنة. لدى الطيور البالغة منطقة بيضاء عارية من الريش في قاعدة المنقار والوجه والتي تُميزها عن باقي الغربان. تعطي هذه الرقعة العارية انطباعًا خاطئًا بأن المنقار أطول مما هو عليه وأن الرأس أكثر تقبُبًا. تختلف الغدفان الشرقية (من النُويعة حفارة الخنادق) بأن قاعدة المنقار هي الوحيدة العارية من الريش فقط وبامتلاكها لمعان ريش أرجواني مُحمر على الرأس والعنق. الريش حول منطقة الساقين أشعثٌ مُتراخيٌ تراخيًا أكبرَ من ريش زاغ الجيف مماثل الحجم، وهذا الأخير أكثر الطيور شبهًا بالغداف وأكثرها احتمالًا للخلط بينهما. بالإضافة إلى ذلك، فإن أجنحة الغداف أثناء الطيران أطولُ وأضيق نسبة إلى أجنحة زاغ الجيف ونهاية الذيل إسفينيةُ الشكل على العكس من هذا الأخير.

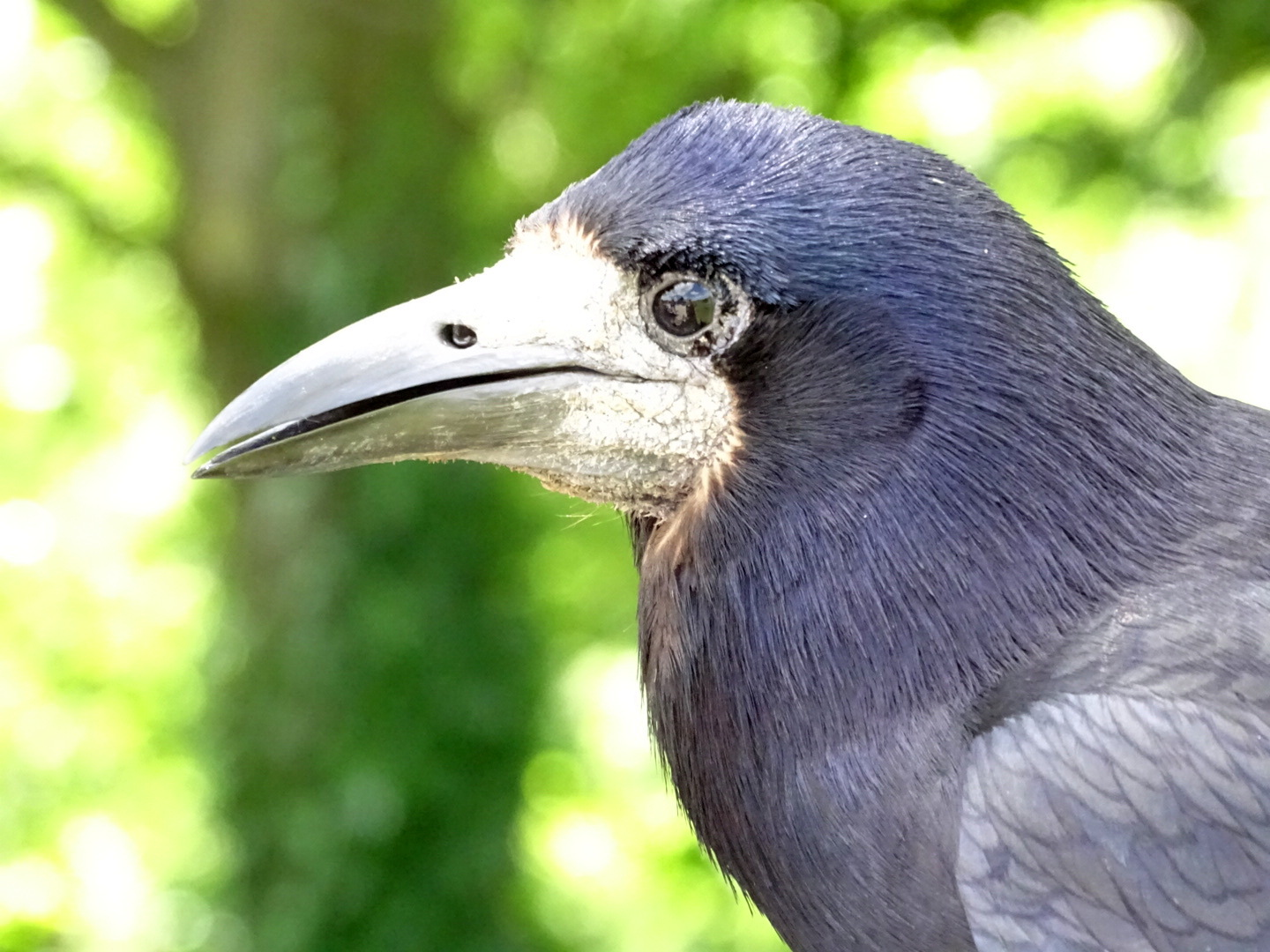
وجه غداف غربي

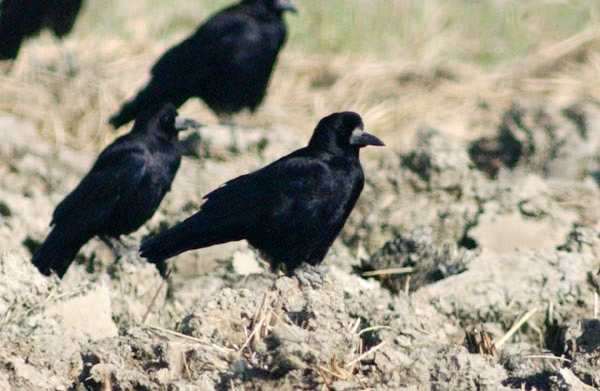
غداف شرقي، لاحظ إكتساء منطقة الوجه بالريش

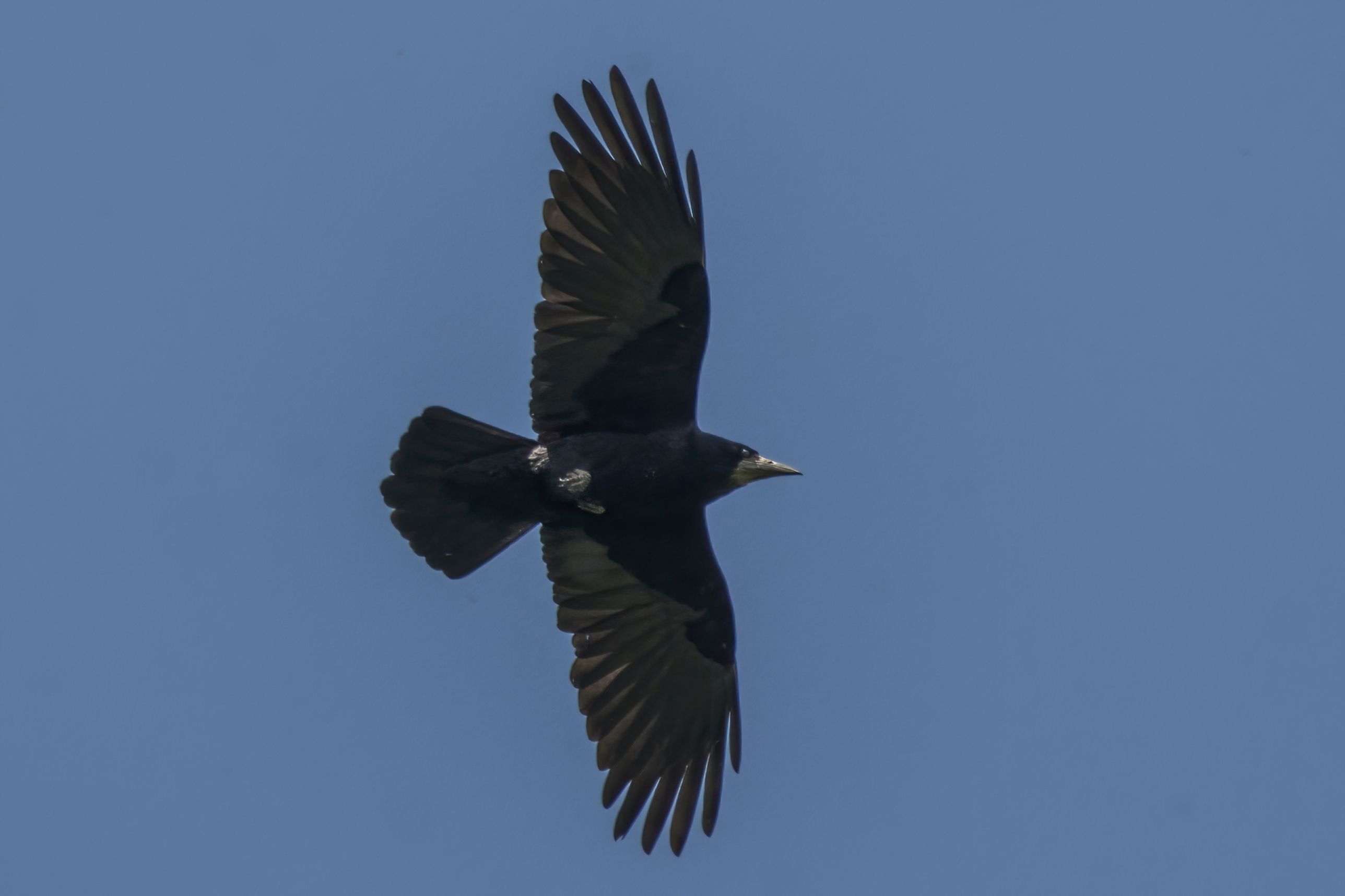
أثناء الطيران

الطيور اليافعة لها كِسوة سوداء ذات لمعان أخضر خفيف باستثناء منطقة خلف العنق والظهر والأجزاء العُلوية التي تكون بُنية ضاربة للسواد الطيور اليافعة شديدة الشبه بالزيغان اليافعة ظاهريًا بسبب امتلاكها لوجه وقاعدة منقار مكسوة بالريش، لكنها تملك منقارًا أنحف وتفقد ريش الوجه بعد ما يُقارب 10 إلى 15 شهرًا.

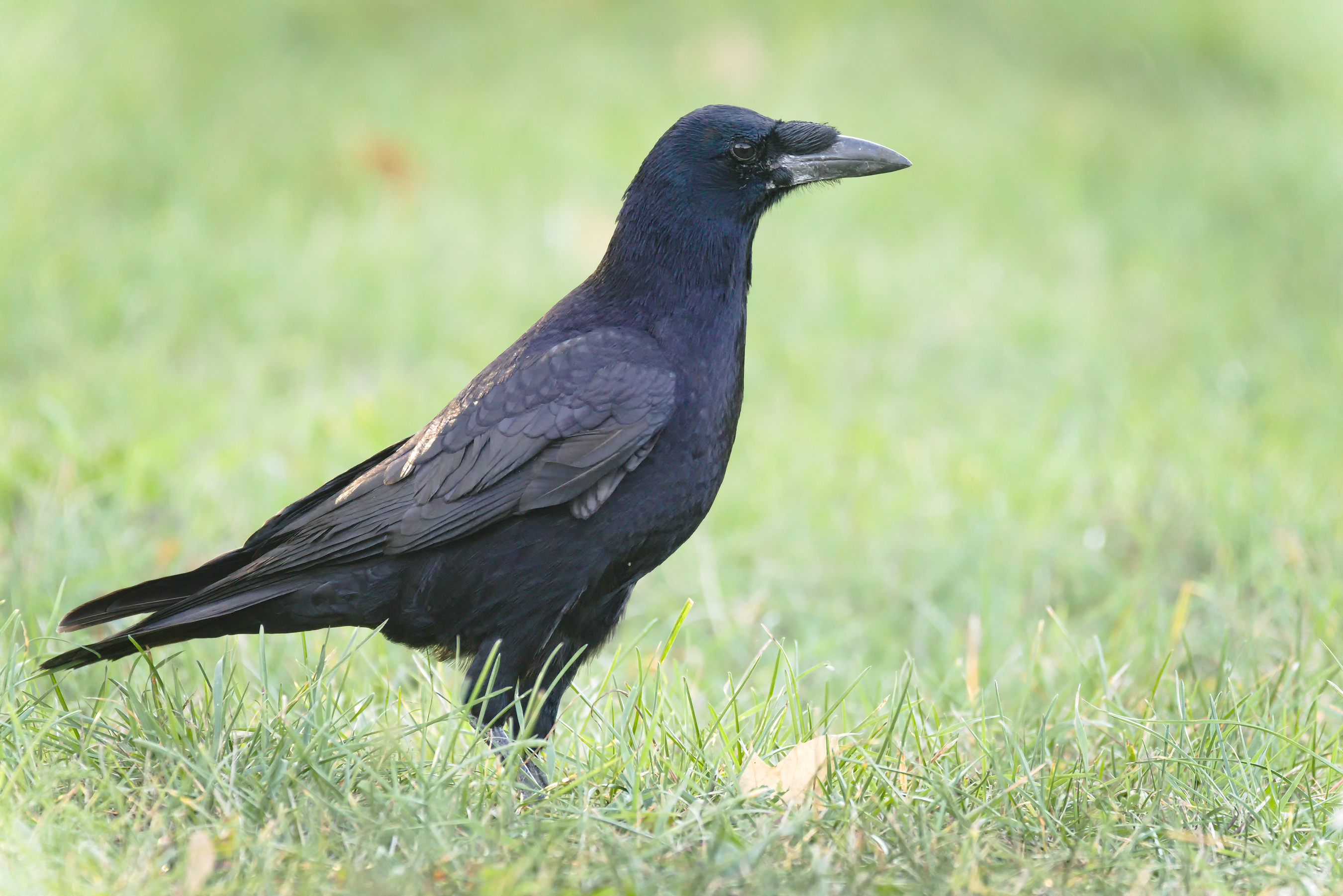
غداف يافع، لاحظ إكتساء منطقة الوجه وقاعدة المنقار بالريش

## الانتشار والموطن
ينتشر هذا النوع في أنحاء أوراسيا إذ توجد الغدفان الغربية جنوب السويد وجنوب النرويج وغرب فنلندا والجزر البريطانية وفرنسا وشمال إسبانيا وشرقًا عبر أوربَّة (شمال جبال الألب) وغرب سيبيريا إلى آسيا الصغرى وأرمينيا وأذربيجان وشمال غرب إيران، ومن الشمال عبر مناطق القوقاز إلى جنوب روسيا ومن جنوب كازاخستان شرقًا إلى سفوح تيان شان وأقصى شمال غرب الصين. تشتو الجمهرات القاطنة في أقصى الشمال جنوباً إلى حوض البحر الأبيض المتوسط والشرق الأوسط، عبر إيران وأفغانستان وشمال غرب الصين وشمال غرب شبه القارة الهندية. بينما توجد الغدفان الشرقية وسط سيبيريا وشمال منغوليا، ومن الشرق إلى جنوب شرق روسيا، وفي وسط وشمال شرق الصين. وتشتو الجمهرات الشمالية في شرق الصين وكوريا واليابان. توجد الغدفان في الأراضي الزراعية ذات الغابات الصغيرة المُتفرقة وفي الأراضي العُشبية والمساحات المزروعة من أجل البحث عن الغذاء. وتُعشش على الأشجار العالية قرب المدن أو القرى غالبًا ويمكن رؤيتها في الحدائق الكبيرة للمُدن. الغدفان طيور تعيش عمومًا في الأراضي المُنخفضة حيث توجد في أوربَّة تحت ارتفاع 400 متر، لكن يمكن رؤيتها في إرتفاعاتٍ أعلى حسب المنطقة حيث تُفرخ على ارتفاع 2000 متر في وسط آسيا.
أُدخلت بضع مئاتٍ من الغدفان الغربية إلى نيوزيلندا والتي أُطلقت هناك بين سنتيّ 1826 إلى 1874 في جنوب الجزيرة الشمالية ومنطقة كانتربيري في الجزيرة الجنوبية. على الرغم من أن نطاقها موضعيّ جدًا، إلا أنها تعتبر الآن آفة ونوعًا غازيًا وتخضع للمراقبة النشطة من قِبل العديد من المجالس المحلية. وقد قضى هذا على مستعمرات التكاثر الأكبر في نيوزيلندا، وأصبحت المجموعات الصغيرة المتبقية أكثر حذرًا.

## السلوك

سرب من الغدفان

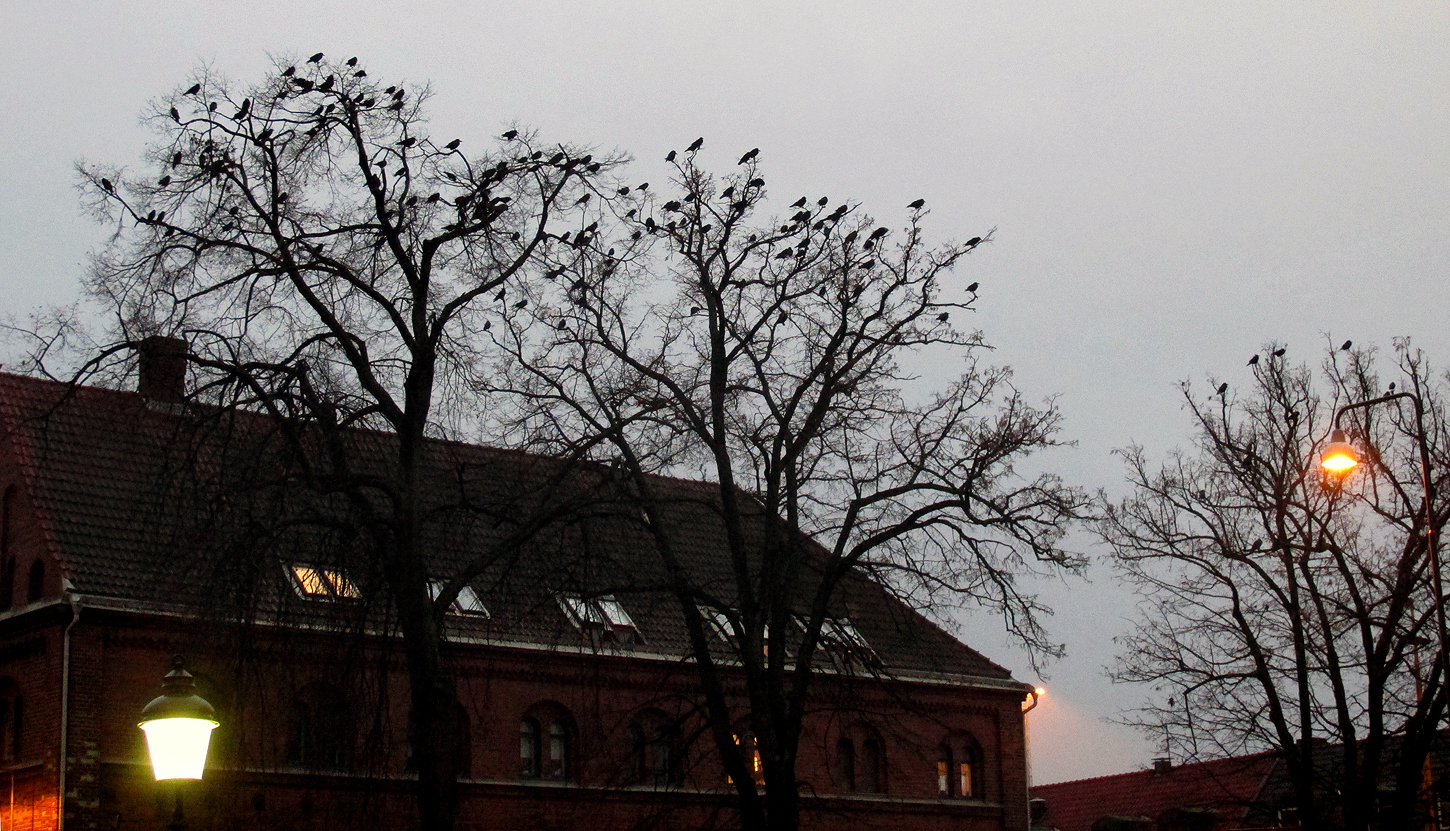
غدفان جاثمة لقضاء الليل

الغدفان طيور اجتماعية جدًا وتُرى عمومًا في أسراب مختلفة الأحجام. الذكور والإناث ترتبط مدى الحياة وتبقى الأزواج معًا داخل الأسراب. يكثر أن تتجمع الطيور مساءً في مُغدفاتها قبل الانتقال إلى موقع جثومهم الجماعيّ المختار. يزداد حجم الأسراب في الخريف مع اندماج مجموعات مختلفة ويغلب أن تتجمع الطيور عند الغسق قبل جثومها بأعداد كبيرة جدًا وبصحبة زيغان الزرع. تجثم الغدفان في الغابات أو المزارع الشجرية عادة، ولكن قد تستمر أقلية صغيرة من الطيور في البقاء في مغدفاتها طوال فصل الشتاء، وقد يجثم الذكور البالغون في جماعةٍ في مكان قريب. تتحرك الطيور على الفور في الصباح وتتشتت لمسافات تصل إلى 10 كم .
يمكن أن تساهم الأسراب الكبيرة من غربان القيظ (في مستعمرات التفريخ أو مواقع المجاثم الليلية) في إحداث تغييرات في خصائص التربة. حيث تكون كمية المواد العضوية في هذه التربة عالية جدًا.
غالبًا ما تبحث الغدفان عن الطعام على الأرض، حيث تتجول هذه الطيور، أو تقفز أحيانًا، وتنبش التربة بمناقيرها القوية. الطيران مباشر ذو ضرباتِ جناح منتظمة يرفقه قليل من الانزلاق أثناء الطيران الموجه وفي المقابل، قد تنزلق الطيور أكثر عندما تقوم بجولة ترويحٍ بالقرب من المُغدفة. أما في الخريف فتقوم الأسراب بجولات جوية جماعية مذهلة أحيانًا تتضمن الحركات المتزامنة والغريبة الفردية مثل الغطس والسقوط الهوائيين.

### التغذية
الغدفان طيور قارتة حيث أظهر فحص محتويات المعدة أن نحو %60 من النظام الغذائي مواد نباتية والباقي من أصل حيواني. تشمل الأغذية النباتية الحبوب والبطاطس والجذور والفواكه والجوز والتوت والبذور أما الجزء الحيواني فيتكون من ديدان الأرض ويرقات الحشرات غالبًا، والتي يجدها الطائر بسبر الأرض بمنقاره القوي. وهي تأكل الخنافس والعناكب والديدان الألفية والبزاقات والحلازين والثدييات الصغيرة والطيور الصغيرة وبيضها وصغارها وأحيانًا الجيف.
تقتات الغدفان في المناطق الحضرية على بقايا الطعام البشري من مكبات القمامة والشوارع، عادةً في الساعات الأولى من النهار أو عند الغسق عندما يكون الجو هادئًا نسبيًا. تفضل الغدفان مثل الغرابيات الأخرى المواقع ذات التفاعل البشري العالي أحيانًا، وغالبًا ما يمكن العثور عليها تبحث عن الطعام في المناطق السياحية أو تنقر على أكياس القمامة المفتوحة. دُرّبت بعض الغدفان على التقاط القمامة في متنزه في فرنسا.

### التفريخ
تُعشش الغدفان في مُغدفاتها بصورة مستعمرات في أعالي الأشجار الكبيرة عادة، ويغلب أن تُدثّن في بقايا عش السنة الماضية. أما في المناطق التللِيَّة فقد تعشش غربان القيظ على الأشجار أو الشجيرات الصغيرة، واستثنائيًا على المداخن أو أبراج الكنائس. يشارك كلا الزوجين في بناء العش، حيث يُحضر الذكر معظم مواد البناء وتضعها الأنثى في مكانها. العش كأسيٌّ يتكون من العيدان ومبطنٌ بالأعشاب والطحالب والجذور والأوراق الميتة والقش. تتزود الغدفان بالفروع الصغيرة والأغصان عبر كسرها من الأشجار مباشرةً، وقد تسرقتها من الأعشاش المجاورة كما تُجمع مباشرة، وغالبًا ما تُسرق مواد التبطين من الأعشاش الأخرى.
عادة ما يكون عدد البيض من ثلاث إلى خمس (أحيانًا ست ونادرًا سبع بيضات) ويُوضع عادةً بحلول نهاية مارس/أيار أو أوائل أبريل/نيسان في بريطانيا، ولكن في الظروف القاسية في شرق أوروبا وروسيا، قد يكون ذلك في أوائل مايو/أيار قبل أن توضع حضنة مكتملة. لون البيض أخضر مزرق إلى أخضر ضارب إلى الرُّمدة ولكن هذا محجوب تمامًا تقريبًا بسبب اللطخات الرمداء والبُنيَّة الكثيفة. متوسط حجم البيض 40.0 × 28.3 ملم (1.57 × 1.11 بوصة). ترخم الأنثى بصورة كُلية تقريبًا البيض لمدة 16-18 يومًا، بينما يقوم الذكر باطعامها طيلة هذه الفترة. بعد الفقس، يحضر الذكر الطعام إلى العش بينما تحضن الأنثى الصغار. بعد عشرة أيام، تنضم إلى الذكر في إحضار الطعام الذي يحمله في كيس يتموضع في الحلق. تتريش الفراخ بعد 32 إلى 33 يومًا، لكن الوالدان يستمران في إطعامها لبعض الوقت بعد ذلك. وللغدافِ حضنة واحدة كل عام، ولكن هناك توثيقات لطيور حاولت التفريخ في الخريف.
أما في الخريف فتتجمع الطيور اليافعة في أسراب كبيرة مع الطيور غير المتزاوجة من المواسم السابقة، غالبًا بصحبة زيغان الزرع الغربية. خلال هذا الوقت من العام، تقدم الطيور عروض جوية مذهلة. هذا النوع أحادي التزواج إذ يشكل الزوجان روابط قوية طويلة الأمد.

## العلاقة مع البشر
لاحظ المزارعون القُدامى الغدفان في حقولهم واعتقدوا أنها طيورٌ ضارة. بعد سلسلة من المحاصيل الضعيفة في أوائل القرن الخامس عشر، أصدر هنري الثامن قانون الطيور الضارة في عام 1532 حيث تضمن أوامر بالقضاء على الزُّمتان والزيغان والغدفان لحماية محاصيل الحبوب منها. نُفذ هذا القانون بطريقة مجزأة فقط، لكن إليزابيث الأولى أصدرت قانون الحفاظ على الحبوب في عام 1566 والذي نُفّذ بحزمٍ أكبر وقُتلت أعداد كبيرة من الطيور.
أشار فرانسيس ويلوبي إلى الغدفان في كتابه لعلم الطيور سنة 1678: «هذه الطيور مخربة للذرة والحبوب: لذلك يضطر الفلاحون إلى توظيف الأطفال لإبعادها بالصياح والمفرقعات، والخشخشة الرنانة، وأخيراً بإلقاء الحجارة لإخافتها». وذكر أيضًا الفزاعات «توضع في أعلى وأسفل الحقول، وتلبس لباسًا ريفيًا، ولا تجرؤ الطيور على الاقتراب من الأماكن التي تقف فيها». لقد مر بعض الوقت قبل أن يدرك علماء الطبيعة الملتزمون مثل جون جينر وير [الإنجليزية] وتوماس بينانت أن الغدفان تنفع في مكافحة الآفات الأرضية أكثر مما تضر.
غالبًا ما كان يُنظر إلى المغدفات (مستعمرات الغدفان) على أنها مصدر إزعاج في المناطق الريفية في بريطانيا، وكان من المعتاد في السابق ممارسة إطلاق النار على الغدفان اليافعة، المعروفة باسم «الفرعيي»، قبل أن تتعلم الطيران. كانت هذه الأحداث مناسبة اجتماعية ومصدرًا للطعام (لا تؤكل الغدفان بمجرد وصولها لسن البلوغ) حيث كانت فطائر الغدفان وفطائر الأرانب تعتبر طعامًا شهيًا.
تتوزع الغدفان بصورة واسعة وإجمالي عدد جمهراتها كبير. التهديدات الرئيسة التي تواجهها هي من التغييرات في استخدام الأراضي الزراعية، ومعالجة البذور الزراعية واستخدام مبيدات الآفات، والاضطهاد من خلال إطلاق النار. على الرغم من أن الأعداد الإجمالية للطيور قد تنخفض بصورة طفيفة عبر نطاقها، إلا أن هذا ليس معدلًا سريعًا يسبب القلق، وقد قام الاتحاد الدولي لحفظ الطبيعة بتقييم حالة حفظ الغدفان بأنها «نوع غير مهدد».

### فهرس المراجع
وب
1. ↑  World Bird List: IOC World Bird List (بالإنجليزية) (6.4th ed.), International Ornithologists' Union, 2016, DOI:10.14344/IOC.ML.6.4, QID:Q27907675
2. 1 2 3 4 5 6  "Rook: Corvus frugilegus". oiseaux-birds (بالإنجليزية). Archived from the original on 2023-02-03. Retrieved 2024-02-15.
3. ↑  Porter, R.E.R. (2013). "Rook: Corvus frugilegus Linnaeus, 1758" (بالإنجليزية). New Zealand Birds Online. Archived from the original on 2023-06-25. Retrieved 2024-03-12.
4. 1 2  Carlson, Lauren; Townsend, Kelsey (2014). "Corvus frugilegus: Rook" (بالإنجليزية). Animal Diversity Web. Archived from the original on 2023-05-24. Retrieved 2024-03-11.
5. ↑  "Rook Corvus frugilegus". IUCN Red List (بالإنجليزية). Archived from the original on 2024-01-19. Retrieved 2024-03-12.

الكتب
بالعربية
1. 1 2  المعلوف (1985)، ص. 212.
2. 1 2  البعلبكي (2008)، ص. 1005.
3. 1 2  غالب (1988)، ج. 2، ص. 1144.
4. ↑  ابن منظور (1994)، ج. 9، ص. 262.
5. ↑  الرازي (1989)، ص. 413.

بالإنكليزية
1. ↑  The IUCN Red List of Threatened Species 2021.3 (بالإنجليزية), 9 Dec 2021, QID:Q110235407
2. ↑  Carolus Linnaeus; Laurentius Salvius (1785), Systema Naturæ: Per Regna Tria Naturæ, Secundum Classes, Ordines, Genera, Species, Cum Characteribus, Differentiis, Synonymis, Locis (باللاتينية) (10th ed.), Holmia: Impensis direct. Laurentii Salvii, vol. 1, DOI:10.5962/BHL.TITLE.542, OCLC:220618172, QID:Q4547210
3. ↑  Jobling (2010), p. 119, 165.
4. 1 2 3 4 5 6 7 8  Witherby، H. F.، المحرر (1943). Handbook of British Birds, Volume 1: Crows to Firecrest. H. F. and G. Witherby Ltd. ص. 17–22.
5. ↑  Holden (2010), p. 274.
6. ↑  Heather، Barrie؛ Robertson، Hugh (2005). The Field Guide to the Birds of New Zealand. دار بنغوين جروب للنشر. ISBN:978-0-14-302040-0.
7. ↑  Ligeza (2020), p. 2231–2236.
8. ↑  Clayton (2007), p. R652-656.
9. ↑  Lovegrove، Roger (2007). Silent Fields: The Long Decline of a Nation's Wildlife. Oxford, United Kingdom: Oxford University Press. ص. 79–81, 162–63. ISBN:978-0-19-852071-9. مؤرشف من الأصل في 2021-08-22.
10. 1 2 3  Froude (1857), p. 297–311.
11. ↑  Greenwood، Colin (2006). The Classic British Rook & Rabbit Rifle. Crowood Press. ISBN:978-1-86126-880-8.

### معلومات المراجع كاملة
الدوريات المحكمة
- Nicola Clayton (2007). "The social life of corvids". Current Biology (بالإنجليزية). 17 (16): R652-6. DOI:10.1016/J.CUB.2007.05.070. ISSN:0960-9822. PMID:17714658. S2CID:15950114. QID:Q57487078.
- Slawomir Ligeza; Jacek Pranagal; Halina Smal; Joanna Gmitrowicz-Iwan (2020). "Soil indicators of bird activity in the temperate climatic zone – A case-study". Land Degradation & Development (بالإنجليزية). 31 (16): 2231–2236. DOI:10.1002/LDR.3611. ISSN:1085-3278. OCLC:8677929145. QID:Q124816114.

الكتب
العربية
- أمين المعلوف (1985)، معجم الحيوان (بالعربية والإنجليزية) (ط. 3)، بيروت: دار الرائد العربي، OCLC:1039733332، QID:Q113643886
- إدوار غالب (1988). الموسوعة في علوم الطبيعة: تبحث في الزراعة والنبات والحيوان والجيولوجيا (بالعربية واللاتينية والألمانية والفرنسية والإنجليزية) (ط. 2). بيروت: دار المشرق. ISBN:978-2-7214-2148-7. OCLC:44585590. OL:12529883M. QID:Q113297966.
- زين الدين الرازي (1989)، مختار الصحاح، بيروت: مكتبة لبنان ناشرون، OCLC:1285863402، QID:Q121188054
- ابن منظور (1994)، لسان العرب (ط. 3)، بيروت: دار صادر، OCLC:4770578388، QID:Q114878607{{استشهاد}}:  صيانة الاستشهاد: ref duplicates default (link)
- منير البعلبكي؛ رمزي البعلبكي (2008). المورد الحديث: قاموس إنكليزي عربي (بالعربية والإنجليزية) (ط. 1). بيروت: دار العلم للملايين. ISBN:978-9953-63-541-5. OCLC:405515532. OL:50197876M. QID:Q112315598.

الإنجليزية
- Peter Holden; Tim Cleeves (2010). RSPB Handbook of British Birds (بالإنجليزية) (3rd ed.). London: Christopher Helm. ISBN:978-1-4081-2735-3. OCLC:615882940. OL:43649161M. QID:Q124849405.
- James A. Jobling (2010). Helm Dictionary of Scientific Bird Names (بالإنجليزية) (1st ed.). London: Christopher Helm Publishers. ISBN:978-1-4081-2501-4. OCLC:499488207. OL:24557209M. QID:Q96675001.

المقالات
- James Anthony Froude, ed. (1857). "Rooks". Fraser's Magazine (بالإنجليزية). 55 (327): 297–311. QID:Q124849524.